# 93
93 (XCIII) var ett normalår som började en tisdag i den julianska kalendern.

## Händelser

### Okänt datum
- Plinius d.y. blir praetor.
- Josefus färdigställer sitt verk Judiska antikviteter (detta eller nästa år).
- Domitianus börjar förfölja de kristna.
- Den asiatiska stammen Xianbei lägger 100 000 människor av stammen Xiongnu under sig i Mongoliet.

## Avlidna
- 23 augusti – Gnaeus Julius Agricola, romersk guvernör över Britannien